# Veratrum nigrum
Espèce
Classification APG III (2009)
Le vératre noir (Veratrum nigrum) est une plante de montagne de la famille des Mélanthiacées.

## Description
Le vératre noir est une grande plante vivace, robuste, pubescente, pouvant atteindre un mètre de hauteur. Les feuilles sont largement ovales, avec un court pétiole engainant la tige. Les fleurs sont d'un pourpre noirâtre, en grappe lâche, recouverte de nombreux poils arachnéens (semblables à une toile d'araignée).

## Répartition
Le vératre noir est une plante des pâturages des hautes montagnes. Son aire de répartition couvre l'Europe centrale et orientale (chaîne des Alpes principalement), jusqu'à l'Asie occidentale et boréale.
En France, cette espèce est présente - mais rare - dans les Alpes-de-Haute-Provence et dans le Haut-Rhin. Elle est aussi présente en Suisse.

## Protection
Le vératre noir est intégralement protégé sur le territoire français, suivant l'arrêté du 20 janvier 1982.

## Utilisation
Le vératre noir serait utilisé en médecine chinoise pour calmer les démangeaisons et se débarrasser des parasites externes. Son utilisation dans la pharmacopée européenne n'est pas avérée. Comme d'autres vératres, le vératre noir est très toxique, son ingestion peut provoquer de graves empoisonnements.